# Salix uva-ursi
Salix uva-ursi är en videväxtart som beskrevs av Frederick Traugott Pursh. Salix uva-ursi ingår i släktet viden, och familjen videväxter. Inga underarter finns listade i Catalogue of Life.

## Bildgalleri

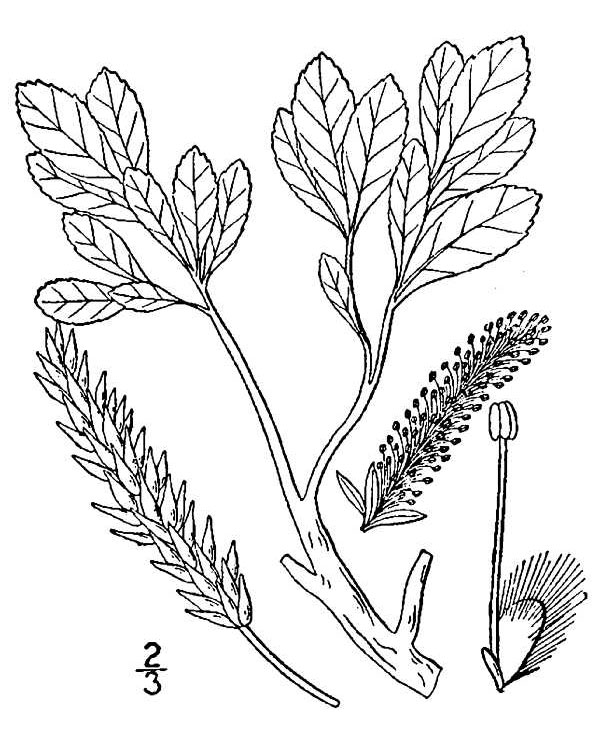
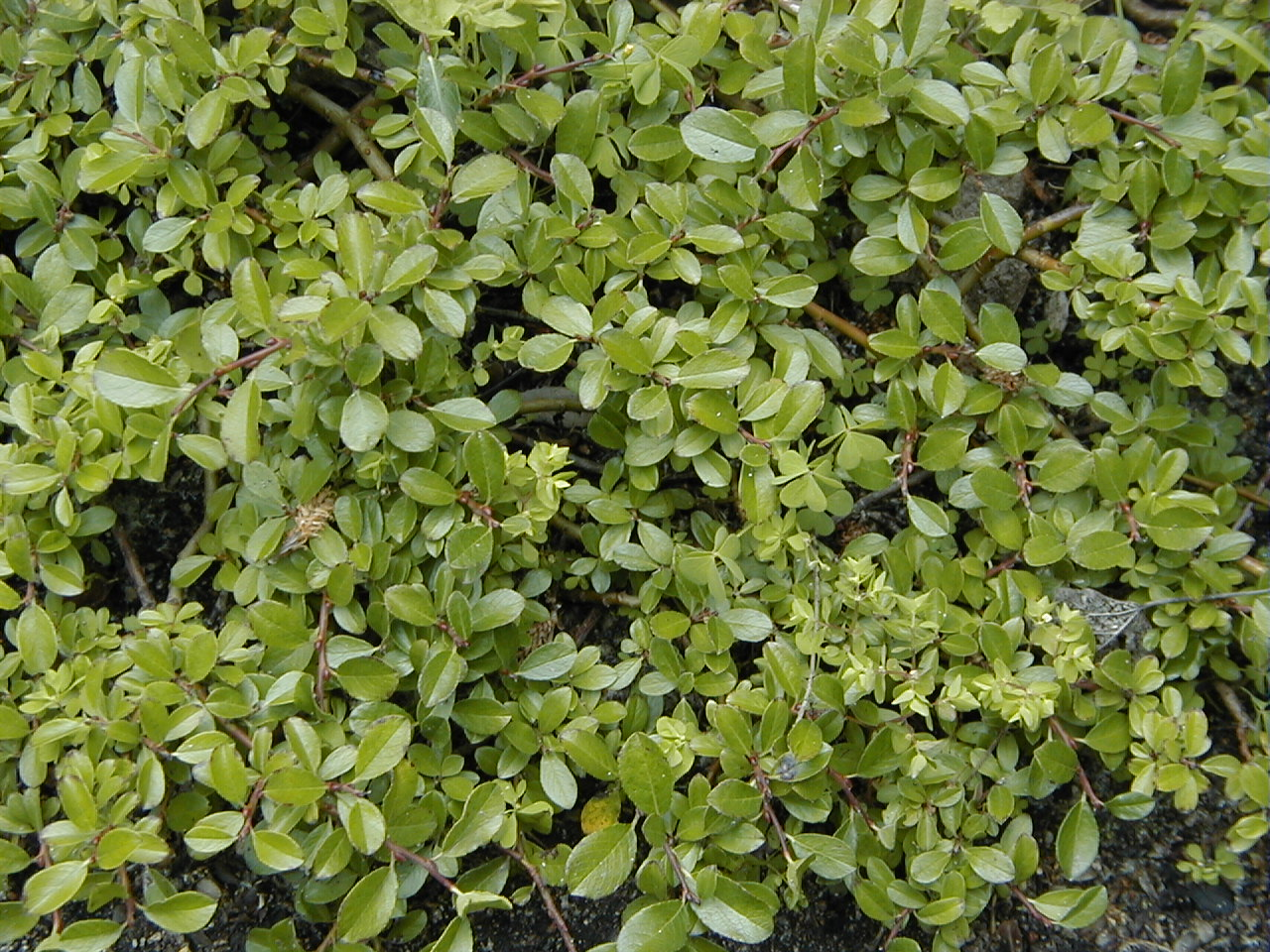